# Корнволис (острво, Нунавут)

Острво Корнволис (енгл. Cornwallis Island) је једно од већих острва у канадском арктичком архипелагу. Острво је у саставу канадске територије Нунавут. 
Површина износи око 6995 km², по којој је острво 96. у свијету и 21. у Канади по величини.
Највиши врх је безимен са висином од 359 m.
Број становника је 229 у селу Резолут, које има мањи аеродром.
Острво је открио Вилијам Пари (Sir William Edward Parry) 1819. и назвао га по британском адмиралу Вилијаму Корнволису (Sir William Cornwallis).
На оству се налазе и занимљиве микробиолошке колоније испод камења.